# Stadion Petrovskij
Stadion Petrovskij višenamjenski je stadion u Sankt Peterburgu, u Rusiji. Nalazi se na otoku kojeg okružuje rijeka Malaya Neva, tako da mu se može pristupiti jedino mostom. Dijelom je istoimenog športskog kompleksa, a koristi se pretežno za nogomet i atletiku. Do izgradnje stadiona Krestovskij bio je dom nogometnom klubu Zenit, a danas na njemu svoje domaće utakmice odigrava nogometni klub Tosno. Kapaciteta je 21.405 gledatelja.

## Povijest
Stadion Petrovskij izgrađen je 1925. godine. Arhitekti su bili N.V. Baranov, O.I. Guryev i V.M. Fromzel. 
Zbog svog osebujnog položaja na sredini otoka, često je bio predmetom kritiziranja.
Prva obnova stadiona dogodilo se između 1957. i 1961., a najvećeg je kapaciteta bio za vrijeme Olimpijskih igara 1980., koje su održane u Moskvi. Tada je kapacitet iznosio oko 33.000 gledatelja.
Godine 1994. na njemu su održane Goodwill games, atletsko natjecanje. Tada je kapacitet smanjen na 21.405 mjesta, koliko ovaj stadion i danas još ima. Sva sjedala izrađena su od trajne vodootporne plastike, te su različite boje.